# Comuni della Polonia (L-N)
Questo è un elenco dei 2.479 comuni della Polonia ordinati alfabeticamente dalla L alla N.
| Numero | Comune                                | Distretto                          | Voivodato | Tipo |
| ------ | ------------------------------------- | ---------------------------------- | --------- | ---- |
| 977    | Lanckorona                            | Distretto di Wadowice              | MA        | w    |
| 978    | Laskowa                               | Distretto di Limanowa              | MA        | w    |
| 979    | Lasowice Wielkie                      | Distretto di Kluczbork             | OP        | w    |
| 980    | Laszki                                | Distretto di Jarosław              | PK        | w    |
| 981    | Latowicz                              | Distretto di Mińsk                 | MZ        | w    |
| 982    | Lądek                                 | Distretto di Słupca                | WP        | w    |
| 983    | Lądek-Zdrój                           | Distretto di Kłodzko               | DS        | mw   |
| 984    | Legionowo                             | Distretto di Legionowo             | MZ        | m    |
| 985    | Legnica                               |                                    | DS        | m    |
| 986    | Legnickie Pole                        | Distretto di Legnica               | DS        | w    |
| 987    | Lelis                                 | Distretto di Ostrołęka             | MZ        | w    |
| 988    | Lelkowo                               | Distretto di Braniewo              | WN        | w    |
| 989    | Lelów                                 | Distretto di Częstochowa           | SL        | w    |
| 990    | Leoncin                               | Distretto di Nowy Dwór Mazowiecki  | MZ        | w    |
| 991    | Lesko                                 | Distretto di Lesko                 | PK        | mw   |
| 992    | Leszno                                |                                    | WP        | m    |
| 993    | Leszno (comune)                       | Distretto di Varsavia Ovest        | MZ        | w    |
| 994    | Lesznowola                            | Distretto di Piaseczno             | MZ        | w    |
| 995    | Leśna                                 | Distretto di Lubań                 | DS        | mw   |
| 996    | Leśna Podlaska                        | Distretto di Biała Podlaska        | LU        | w    |
| 997    | Leśnica                               | Distretto di Strzelce              | OP        | mw   |
| 998    | Leśniowice                            | Distretto di Chełm                 | LU        | w    |
| 999    | Lewin Brzeski                         | Distretto di Brzeg                 | OP        | mw   |
| 1.000  | Lewin Kłodzki                         | Distretto di Kłodzko               | DS        | w    |
| 1.001  | Leżajsk                               | Distretto di Leżajsk               | PK        | m    |
| 1.002  | Leżajsk (comune rurale)               | Distretto di Leżajsk               | PK        | w    |
| 1.003  | Lębork                                | Distretto di Lębork                | PM        | m    |
| 1.004  | Lędziny                               | Distretto di Bieruń                | SL        | m    |
| 1.005  | Lgota Wielka                          | Distretto di Radomsko              | LD        | w    |
| 1.006  | Libiąż                                | Distretto di Chrzanów              | MA        | mw   |
| 1.007  | Lichnowy                              | Distretto di Malbork               | PM        | w    |
| 1.008  | Lidzbark                              | Distretto di Działdowo             | WN        | mw   |
| 1.009  | Lidzbark Warmiński                    | Distretto di Lidzbark Warmiński    | WN        | m    |
| 1.010  | Lidzbark Warmiński (comune rurale)    | Distretto di Lidzbark Warmiński    | WN        | w    |
| 1.011  | Limanowa                              | Distretto di Limanowa              | MA        | m    |
| 1.012  | Limanowa (comune rurale)              | Distretto di Limanowa              | MA        | w    |
| 1.013  | Linia                                 | Distretto di Wejherowo             | PM        | w    |
| 1.014  | Liniewo                               | Distretto di Kościerzyna           | PM        | w    |
| 1.015  | Lipce Reymontowskie                   | Distretto di Skierniewice          | LD        | w    |
| 1.016  | Lipiany                               | Distretto di Pyrzyce               | ZP        | mw   |
| 1.017  | Lipie                                 | Distretto di Kłobuck               | SL        | w    |
| 1.018  | Lipinki                               | Distretto di Gorlice               | MA        | w    |
| 1.019  | Lipinki Łużyckie                      | Distretto di Żary                  | LB        | w    |
| 1.020  | Lipka                                 | Distretto di Złotów                | WP        | w    |
| 1.021  | Lipnica                               | Distretto di Bytów                 | PM        | w    |
| 1.022  | Lipnica Murowana                      | Distretto di Bochnia               | MA        | w    |
| 1.023  | Lipnica Wielka                        | Distretto di Nowy Targ             | MA        | w    |
| 1.024  | Lipnik                                | Distretto di Opatów                | SK        | w    |
| 1.025  | Lipno (Cuiavia-Pomerania)             | Distretto di Lipno                 | KP        | m    |
| 1.026  | Lipno (Grande Polonia)                | Distretto di Leszno                | WP        | w    |
| 1.027  | Lipno (comune rurale)                 | Distretto di Lipno                 | KP        | w    |
| 1.028  | Lipowa                                | Distretto di Żywiec                | SL        | w    |
| 1.029  | Lipowiec Kościelny                    | Distretto di Mława                 | MZ        | w    |
| 1.030  | Lipsk                                 | Distretto di Augustów              | PD        | mw   |
| 1.031  | Lipsko                                | Distretto di Lipsko                | MZ        | mw   |
| 1.032  | Lipusz                                | Distretto di Kościerzyna           | PM        | w    |
| 1.033  | Lisewo                                | Distretto di Chełmno               | KP        | w    |
| 1.034  | Lisia Góra                            | Distretto di Tarnów                | MA        | w    |
| 1.035  | Lisków                                | Distretto di Kalisz                | WP        | w    |
| 1.036  | Liszki                                | Distretto di Cracovia              | MA        | w    |
| 1.037  | Liw                                   | Distretto di Węgrów                | MZ        | w    |
| 1.038  | Lniano                                | Distretto di Świecie               | KP        | w    |
| 1.039  | Lubaczów                              | Distretto di Lubaczów              | PK        | m    |
| 1.040  | Lubaczów (comune rurale)              | Distretto di Lubaczów              | PK        | w    |
| 1.041  | Lubanie                               | Distretto di Włocławek             | KP        | w    |
| 1.042  | Lubań                                 | Distretto di Lubań                 | DS        | m    |
| 1.043  | Lubań (comune rurale)                 | Distretto di Lubań                 | DS        | w    |
| 1.044  | Lubartów                              | Distretto di Lubartów              | LU        | m    |
| 1.045  | Lubartów (comune rurale)              | Distretto di Lubartów              | LU        | w    |
| 1.046  | Lubasz                                | Distretto di Czarnków e Trzcianka  | WP        | w    |
| 1.047  | Lubawa                                | Distretto di Iława                 | WN        | m    |
| 1.048  | Lubawa (comune rurale)                | Distretto di Iława                 | WN        | w    |
| 1.049  | Lubawka                               | Distretto di Kamienna Góra         | DS        | mw   |
| 1.050  | Lubenia                               | Distretto di Rzeszów               | PK        | w    |
| 1.051  | Lubichowo                             | Distretto di Starogard             | PM        | w    |
| 1.052  | Lubicz                                | Distretto di Toruń                 | KP        | w    |
| 1.053  | Lubień                                | Distretto di Myślenice             | MA        | w    |
| 1.054  | Lubień Kujawski                       | Distretto di Włocławek             | KP        | mw   |
| 1.055  | Lubiewo                               | Distretto di Tuchola               | KP        | w    |
| 1.056  | Lubin                                 | Distretto di Lubin                 | DS        | m    |
| 1.057  | Lubin (comune rurale)                 | Distretto di Lubin                 | DS        | w    |
| 1.058  | Lubiszyn                              | Distretto di Gorzów                | LB        | w    |
| 1.059  | Lublino                               |                                    | LU        | m    |
| 1.060  | Lubliniec                             | Distretto di Lubliniec             | SL        | m    |
| 1.061  | Lubniewice                            | Distretto di Sulęcin               | LB        | mw   |
| 1.062  | Lubochnia                             | Distretto di Tomaszów Mazowiecki   | LD        | w    |
| 1.063  | Lubomia                               | Distretto di Wodzisław Śląski      | SL        | w    |
| 1.064  | Lubomierz                             | Distretto di Lwówek Śląski         | DS        | mw   |
| 1.065  | Lubomino                              | Distretto di Lidzbark Warmiński    | WN        | w    |
| 1.066  | Luboń                                 | Distretto di Poznań                | WP        | m    |
| 1.067  | Lubowidz                              | Distretto di Żuromin               | MZ        | w    |
| 1.068  | Lubraniec                             | Distretto di Włocławek             | KP        | mw   |
| 1.069  | Lubrza (Opole)                        | Distretto di Prudnik               | OP        | w    |
| 1.070  | Lubrza (Lubusz)                       | Distretto di Świebodzin            | LB        | w    |
| 1.071  | Lubsko                                | Distretto di Żary                  | LB        | mw   |
| 1.072  | Lubsza                                | Distretto di Brzeg                 | OP        | w    |
| 1.073  | Lubycza Królewska                     | Distretto di Tomaszów Lubelski     | LU        | w    |
| 1.074  | Ludwin                                | Distretto di Łęczna                | LU        | w    |
| 1.075  | Lutocin                               | Distretto di Żuromin               | MZ        | w    |
| 1.076  | Lutomiersk                            | Distretto di Pabianice             | LD        | w    |
| 1.077  | Lutowiska                             | Distretto di Bieszczady            | PK        | w    |
| 1.078  | Lututów                               | Distretto di Wieruszów             | LD        | w    |
| 1.079  | Luzino                                | Distretto di Wejherowo             | PM        | w    |
| 1.080  | Lwówek                                | Distretto di Nowy Tomyśl           | WP        | mw   |
| 1.081  | Lwówek Śląski                         | Distretto di Lwówek Śląski         | DS        | mw   |
| 1.082  | Lyski                                 | Distretto di Rybnik                | SL        | w    |
| 1.083  | Łabiszyn                              | Distretto di Żnin                  | KP        | mw   |
| 1.084  | Łabowa                                | Distretto di Nowy Sącz             | MA        | w    |
| 1.085  | Łabunie                               | Distretto di Zamość                | LU        | w    |
| 1.086  | Ładzice                               | Distretto di Radomsko              | LD        | w    |
| 1.087  | Łagiewniki                            | Distretto di Dzierżoniów           | DS        | w    |
| 1.088  | Łagów (Santacroce)                    | Distretto di Kielce                | SK        | w    |
| 1.089  | Łagów (Lubusz)                        | Distretto di Świebodzin            | LB        | w    |
| 1.090  | Łambinowice                           | Distretto di Nysa                  | OP        | w    |
| 1.091  | Łanięta                               | Distretto di Kutno                 | LD        | w    |
| 1.092  | Łańcut                                | Distretto di Łańcut                | PK        | m    |
| 1.093  | Łańcut (comune rurale)                | Distretto di Łańcut                | PK        | w    |
| 1.094  | Łapanów                               | Distretto di Bochnia               | MA        | w    |
| 1.095  | Łapsze Niżne                          | Distretto di Nowy Targ             | MA        | w    |
| 1.096  | Łapy                                  | Distretto di Białystok             | PD        | mw   |
| 1.097  | Łasin                                 | Distretto di Grudziądz             | KP        | mw   |
| 1.098  | Łask                                  | Distretto di Łask                  | LD        | mw   |
| 1.099  | Łaskarzew                             | Distretto di Garwolin              | MZ        | m    |
| 1.100  | Łaskarzew (comune rurale)             | Distretto di Garwolin              | MZ        | w    |
| 1.101  | Łaszczów                              | Distretto di Tomaszów Lubelski     | LU        | w    |
| 1.102  | Łaziska                               | Distretto di Opole Lubelskie       | LU        | w    |
| 1.103  | Łaziska Górne                         | Distretto di Mikołów               | SL        | m    |
| 1.104  | Łazy                                  | Distretto di Zawiercie             | SL        | mw   |
| 1.105  | Łąck                                  | Distretto di Płock                 | MZ        | w    |
| 1.106  | Łącko                                 | Distretto di Nowy Sącz             | MA        | w    |
| 1.107  | Łączna                                | Distretto di Skarżysko-Kamienna    | SK        | w    |
| 1.108  | Łeba                                  | Distretto di Lębork                | PM        | m    |
| 1.109  | Łęczna                                | Distretto di Łęczna                | LU        | mw   |
| 1.110  | Łęczyca                               | Distretto di Łęczyca               | LD        | m    |
| 1.111  | Łęczyca (comune rurale)               | Distretto di Łęczyca               | LD        | w    |
| 1.112  | Łęczyce                               | Distretto di Wejherowo             | PM        | w    |
| 1.113  | Łęka Opatowska                        | Distretto di Kępno                 | WP        | w    |
| 1.114  | Łękawica                              | Distretto di Żywiec                | SL        | w    |
| 1.115  | Łęki Szlacheckie                      | Distretto di Piotrków              | LD        | w    |
| 1.116  | Łęknica                               | Distretto di Żary                  | LB        | m    |
| 1.117  | Łobez                                 | Distretto di Łobez                 | ZP        | mw   |
| 1.118  | Łobżenica                             | Distretto di Piła                  | WP        | mw   |
| 1.119  | Łochów                                | Distretto di Węgrów                | MZ        | mw   |
| 1.120  | Łodygowice                            | Distretto di Żywiec                | SL        | w    |
| 1.121  | Łomazy                                | Distretto di Biała Podlaska        | LU        | w    |
| 1.122  | Łomianki                              | Distretto di Varsavia Ovest        | MZ        | mw   |
| 1.123  | Łomża                                 |                                    | PD        | m    |
| 1.124  | Łomża (comune rurale)                 | Distretto di Łomża                 | PD        | w    |
| 1.125  | Łoniów                                | Distretto di Sandomierz            | SK        | w    |
| 1.126  | Łopiennik Górny                       | Distretto di Krasnystaw            | LU        | w    |
| 1.127  | Łopuszno                              | Distretto di Kielce                | SK        | w    |
| 1.128  | Łosice                                | Distretto di Łosice                | MZ        | mw   |
| 1.129  | Łososina Dolna                        | Distretto di Nowy Sącz             | MA        | w    |
| 1.130  | Łowicz                                | Distretto di Łowicz                | LD        | m    |
| 1.131  | Łowicz (comune rurale)                | Distretto di Łowicz                | LD        | w    |
| 1.132  | Łódź                                  |                                    | LD        | m    |
| 1.133  | Łubianka                              | Distretto di Toruń                 | KP        | w    |
| 1.134  | Łubniany                              | Distretto di Opole                 | OP        | w    |
| 1.135  | Łubnice (Santacroce)                  | Distretto di Staszów               | SK        | w    |
| 1.136  | Łubnice (Łódź)                        | Distretto di Wieruszów             | LD        | w    |
| 1.137  | Łubowo                                | Distretto di Gniezno               | WP        | w    |
| 1.138  | Łukowa                                | Distretto di Biłgoraj              | LU        | w    |
| 1.139  | Łukowica                              | Distretto di Limanowa              | MA        | w    |
| 1.140  | Łuków                                 | Distretto di Łuków                 | LU        | m    |
| 1.141  | Łuków (comune rurale)                 | Distretto di Łuków                 | LU        | w    |
| 1.142  | Łukta                                 | Distretto di Ostróda               | WN        | w    |
| 1.143  | Łużna                                 | Distretto di Gorlice               | MA        | w    |
| 1.144  | Łyse                                  | Distretto di Ostrołęka             | MZ        | w    |
| 1.145  | Łysomice                              | Distretto di Toruń                 | KP        | w    |
| 1.146  | Łyszkowice                            | Distretto di Łowicz                | LD        | w    |
| 1.147  | Maciejowice                           | Distretto di Garwolin              | MZ        | w    |
| 1.148  | Magnuszew                             | Distretto di Kozienice             | MZ        | w    |
| 1.149  | Majdan Królewski                      | Distretto di Kolbuszowa            | PK        | w    |
| 1.150  | Maków                                 | Distretto di Skierniewice          | LD        | w    |
| 1.151  | Maków Mazowiecki                      | Distretto di Maków                 | MZ        | m    |
| 1.152  | Maków Podhalański                     | Distretto di Sucha                 | MA        | mw   |
| 1.153  | Malanów                               | Distretto di Turek                 | WP        | w    |
| 1.154  | Malbork                               | Distretto di Malbork               | PM        | m    |
| 1.155  | Malbork (comune rurale)               | Distretto di Malbork               | PM        | w    |
| 1.156  | Malczyce                              | Distretto di Środa Śląska          | DS        | w    |
| 1.157  | Malechowo                             | Distretto di Sławno                | ZP        | w    |
| 1.158  | Mała Wieś                             | Distretto di Płock                 | MZ        | w    |
| 1.159  | Małdyty                               | Distretto di Ostróda               | WN        | w    |
| 1.160  | Małkinia Górna                        | Distretto di Ostrów Mazowiecka     | MZ        | w    |
| 1.161  | Małogoszcz                            | Distretto di Jędrzejów             | SK        | mw   |
| 1.162  | Małomice                              | Distretto di Żagań                 | LB        | mw   |
| 1.163  | Mały Płock                            | Distretto di Kolno                 | PD        | w    |
| 1.164  | Manowo                                | Distretto di Koszalin              | ZP        | w    |
| 1.165  | Marcinowice                           | Distretto di Świdnica              | DS        | w    |
| 1.166  | Marciszów                             | Distretto di Kamienna Góra         | DS        | w    |
| 1.167  | Margonin                              | Distretto di Chodzież              | WP        | mw   |
| 1.168  | Marianowo                             | Distretto di Stargard Szczeciński  | ZP        | w    |
| 1.169  | Marki                                 | Distretto di Wołomin               | MZ        | m    |
| 1.170  | Marklowice                            | Distretto di Wodzisław Śląski      | SL        | w    |
| 1.171  | Markowa                               | Distretto di Łańcut                | PK        | w    |
| 1.172  | Markuszów                             | Distretto di Puławy                | LU        | w    |
| 1.173  | Markusy                               | Distretto di Elbląg                | WN        | w    |
| 1.174  | Masłowice                             | Distretto di Radomsko              | LD        | w    |
| 1.175  | Masłów                                | Distretto di Kielce                | SK        | w    |
| 1.176  | Maszewo (Pomerania Occidentale)       | Distretto di Goleniów              | ZP        | mw   |
| 1.177  | Maszewo (Lubusz)                      | Distretto di Krosno Odrzańskie     | LB        | w    |
| 1.178  | Medyka                                | Distretto di Przemyśl              | PK        | w    |
| 1.179  | Mełgiew                               | Distretto di Świdnik               | LU        | w    |
| 1.180  | Męcinka                               | Distretto di Jawor                 | DS        | w    |
| 1.181  | Mędrzechów                            | Distretto di Dąbrowa               | MA        | w    |
| 1.182  | Miasteczko Krajeńskie                 | Distretto di Piła                  | WP        | w    |
| 1.183  | Miasteczko Śląskie                    | Distretto di Tarnowskie Góry       | SL        | m    |
| 1.184  | Miastko                               | Distretto di Bytów                 | PM        | mw   |
| 1.185  | Miastkowo                             | Distretto di Łomża                 | PD        | w    |
| 1.186  | Miastków Kościelny                    | Distretto di Garwolin              | MZ        | w    |
| 1.187  | Miączyn                               | Distretto di Zamość                | LU        | w    |
| 1.188  | Michałowice (Piccola Polonia)         | Distretto di Cracovia              | MA        | w    |
| 1.189  | Michałowice (Masovia)                 | Distretto di Pruszków              | MZ        | w    |
| 1.190  | Michałowo                             | Distretto di Białystok             | PD        | w    |
| 1.191  | Michałów                              | Distretto di Pińczów               | SK        | w    |
| 1.192  | Michów                                | Distretto di Lubartów              | LU        | w    |
| 1.193  | Miechów                               | Distretto di Miechów               | MA        | mw   |
| 1.194  | Miedziana Góra                        | Distretto di Kielce                | SK        | w    |
| 1.195  | Miedzichowo                           | Distretto di Nowy Tomyśl           | WP        | w    |
| 1.196  | Miedzna                               | Distretto di Węgrów                | MZ        | w    |
| 1.197  | Miedźna                               | Distretto di Pszczyna              | SL        | w    |
| 1.198  | Miedźno                               | Distretto di Kłobuck               | SL        | w    |
| 1.199  | Miejsce Piastowe                      | Distretto di Krosno                | PK        | w    |
| 1.200  | Miejska Górka                         | Distretto di Rawicz                | WP        | mw   |
| 1.201  | Mielec                                | Distretto di Mielec                | PK        | m    |
| 1.202  | Mielec (comune rurale)                | Distretto di Mielec                | PK        | w    |
| 1.203  | Mieleszyn                             | Distretto di Gniezno               | WP        | w    |
| 1.204  | Mielnik                               | Distretto di Siemiatycze           | PD        | w    |
| 1.205  | Mielno                                | Distretto di Koszalin              | ZP        | w    |
| 1.206  | Mieroszów                             | Distretto di Wałbrzych             | DS        | mw   |
| 1.207  | Mierzęcice                            | Distretto di Będzin                | SL        | w    |
| 1.208  | Mieszkowice                           | Distretto di Gryfino               | ZP        | mw   |
| 1.209  | Mieścisko                             | Distretto di Wągrowiec             | WP        | w    |
| 1.210  | Mietków                               | Distretto di Breslavia             | DS        | w    |
| 1.211  | Międzybórz                            | Distretto di Oleśnica              | DS        | mw   |
| 1.212  | Międzychód                            | Distretto di Międzychód            | WP        | mw   |
| 1.213  | Międzylesie                           | Distretto di Kłodzko               | DS        | mw   |
| 1.214  | Międzyrzec Podlaski                   | Distretto di Biała Podlaska        | LU        | m    |
| 1.215  | Międzyrzec Podlaski (comune rurale)   | Distretto di Biała Podlaska        | LU        | w    |
| 1.216  | Międzyrzecz                           | Distretto di Międzyrzecz           | LB        | mw   |
| 1.217  | Międzyzdroje                          | Distretto di Kamień Pomorski       | ZP        | mw   |
| 1.218  | Miękinia                              | Distretto di Środa Śląska          | DS        | w    |
| 1.219  | Mikołajki                             | Distretto di Mrągowo               | WN        | mw   |
| 1.220  | Mikołajki Pomorskie                   | Distretto di Sztum                 | PM        | w    |
| 1.221  | Mikołów                               | Distretto di Mikołów               | SL        | m    |
| 1.222  | Mikstat                               | Distretto di Ostrzeszów            | WP        | mw   |
| 1.223  | Milanów                               | Distretto di Parczew               | LU        | w    |
| 1.224  | Milanówek                             | Distretto di Grodzisk Mazowiecki   | MZ        | m    |
| 1.225  | Milejczyce                            | Distretto di Siemiatycze           | PD        | w    |
| 1.226  | Milejewo                              | Distretto di Elbląg                | WN        | w    |
| 1.227  | Milejów                               | Distretto di Łęczna                | LU        | w    |
| 1.228  | Milicz                                | Distretto di Milicz                | DS        | mw   |
| 1.229  | Milówka                               | Distretto di Żywiec                | SL        | w    |
| 1.230  | Miłakowo                              | Distretto di Ostróda               | WN        | mw   |
| 1.231  | Miłki                                 | Distretto di Giżycko               | WN        | w    |
| 1.232  | Miłkowice                             | Distretto di Legnica               | DS        | w    |
| 1.233  | Miłomłyn                              | Distretto di Ostróda               | WN        | mw   |
| 1.234  | Miłoradz                              | Distretto di Malbork               | PM        | w    |
| 1.235  | Miłosław                              | Distretto di Września              | WP        | mw   |
| 1.236  | Mińsk Mazowiecki                      | Distretto di Mińsk                 | MZ        | m    |
| 1.237  | Mińsk Mazowiecki (comune rurale)      | Distretto di Mińsk                 | MZ        | w    |
| 1.238  | Mircze                                | Distretto di Hrubieszów            | LU        | w    |
| 1.239  | Mirosławiec                           | Distretto di Wałcz                 | ZP        | mw   |
| 1.240  | Mirów                                 | Distretto di Szydłowiec            | MZ        | w    |
| 1.241  | Mirsk                                 | Distretto di Lwówek Śląski         | DS        | mw   |
| 1.242  | Mirzec                                | Distretto di Starachowice          | SK        | w    |
| 1.243  | Mława                                 | Distretto di Mława                 | MZ        | m    |
| 1.244  | Młodzieszyn                           | Distretto di Sochaczew             | MZ        | w    |
| 1.245  | Młynary                               | Distretto di Elbląg                | WN        | mw   |
| 1.246  | Młynarze                              | Distretto di Maków                 | MZ        | w    |
| 1.247  | Mniów                                 | Distretto di Kielce                | SK        | w    |
| 1.248  | Mniszków                              | Distretto di Opoczno               | LD        | w    |
| 1.249  | Mochowo                               | Distretto di Sierpc                | MZ        | w    |
| 1.250  | Modliborzyce                          | Distretto di Janów Lubelski        | LU        | w    |
| 1.251  | Mogielnica                            | Distretto di Grójec                | MZ        | mw   |
| 1.252  | Mogilany                              | Distretto di Cracovia              | MA        | w    |
| 1.253  | Mogilno                               | Distretto di Mogilno               | KP        | mw   |
| 1.254  | Mokobody                              | Distretto di Siedlce               | MZ        | w    |
| 1.255  | Mokrsko                               | Distretto di Wieluń                | LD        | w    |
| 1.256  | Mońki                                 | Distretto di Mońki                 | PD        | mw   |
| 1.257  | Morawica                              | Distretto di Kielce                | SK        | w    |
| 1.258  | Morąg                                 | Distretto di Ostróda               | WN        | mw   |
| 1.259  | Mordy                                 | Distretto di Siedlce               | MZ        | mw   |
| 1.260  | Moryń                                 | Distretto di Gryfino               | ZP        | mw   |
| 1.261  | Morzeszczyn                           | Distretto di Tczew                 | PM        | w    |
| 1.262  | Mosina                                | Distretto di Poznań                | WP        | mw   |
| 1.263  | Moskorzew                             | Distretto di Włoszczowa            | SK        | w    |
| 1.264  | Moszczenica (Piccola Polonia)         | Distretto di Gorlice               | MA        | w    |
| 1.265  | Moszczenica (Łódź)                    | Distretto di Piotrków              | LD        | w    |
| 1.266  | Mrągowo                               | Distretto di Mrągowo               | WN        | m    |
| 1.267  | Mrągowo (comune rurale)               | Distretto di Mrągowo               | WN        | w    |
| 1.268  | Mrocza                                | Distretto di Nakło                 | KP        | mw   |
| 1.269  | Mrozy                                 | Distretto di Mińsk                 | MZ        | w    |
| 1.270  | Mstów                                 | Distretto di Częstochowa           | SL        | w    |
| 1.271  | Mszana                                | Distretto di Wodzisław Śląski      | SL        | w    |
| 1.272  | Mszana Dolna                          | Distretto di Limanowa              | MA        | m    |
| 1.273  | Mszana Dolna (comune rurale)          | Distretto di Limanowa              | MA        | w    |
| 1.274  | Mszczonów                             | Distretto di Żyrardów              | MZ        | mw   |
| 1.275  | Mściwojów                             | Distretto di Jawor                 | DS        | w    |
| 1.276  | Mucharz                               | Distretto di Wadowice              | MA        | w    |
| 1.277  | Murowana Goślina                      | Distretto di Poznań                | WP        | mw   |
| 1.278  | Murów                                 | Distretto di Opole                 | OP        | w    |
| 1.279  | Muszyna                               | Distretto di Nowy Sącz             | MA        | mw   |
| 1.280  | Mycielin                              | Distretto di Kalisz                | WP        | w    |
| 1.281  | Mykanów                               | Distretto di Częstochowa           | SL        | w    |
| 1.282  | Mysłakowice                           | Distretto di Jelenia Góra          | DS        | w    |
| 1.283  | Mysłowice                             |                                    | SL        | m    |
| 1.284  | Myszków                               | Distretto di Myszków               | SL        | m    |
| 1.285  | Myszyniec                             | Distretto di Ostrołęka             | MZ        | mw   |
| 1.286  | Myślenice                             | Distretto di Myślenice             | MA        | mw   |
| 1.287  | Myślibórz                             | Distretto di Myślibórz             | ZP        | mw   |
| 1.288  | Nadarzyn                              | Distretto di Pruszków              | MZ        | w    |
| 1.289  | Nagłowice                             | Distretto di Jędrzejów             | SK        | w    |
| 1.290  | Nakło nad Notecią                     | Distretto di Nakło                 | KP        | mw   |
| 1.291  | Nałęczów                              | Distretto di Puławy                | LU        | mw   |
| 1.292  | Namysłów                              | Distretto di Namysłów              | OP        | mw   |
| 1.293  | Narew (Podlachia)                     | Distretto di Hajnówka              | PD        | w    |
| 1.294  | Narewka                               | Distretto di Hajnówka              | PD        | w    |
| 1.295  | Narol                                 | Distretto di Lubaczów              | PK        | mw   |
| 1.296  | Naruszewo                             | Distretto di Płońsk                | MZ        | w    |
| 1.297  | Nasielsk                              | Distretto di Nowy Dwór Mazowiecki  | MZ        | mw   |
| 1.298  | Nawojowa                              | Distretto di Nowy Sącz             | MA        | w    |
| 1.299  | Nekla                                 | Distretto di Września              | WP        | mw   |
| 1.300  | Nędza                                 | Distretto di Racibórz              | SL        | w    |
| 1.301  | Nidzica                               | Distretto di Nidzica               | WN        | mw   |
| 1.302  | Nieborów                              | Distretto di Łowicz                | LD        | w    |
| 1.303  | Niebylec                              | Distretto di Strzyżów              | PK        | w    |
| 1.304  | Niechanowo                            | Distretto di Gniezno               | WP        | w    |
| 1.305  | Niechlów                              | Distretto di Góra                  | DS        | w    |
| 1.306  | Niedrzwica Duża                       | Distretto di Lublino               | LU        | w    |
| 1.307  | Niedźwiada                            | Distretto di Lubartów              | LU        | w    |
| 1.308  | Niedźwiedź                            | Distretto di Limanowa              | MA        | w    |
| 1.309  | Niegosławice                          | Distretto di Żagań                 | LB        | w    |
| 1.310  | Niegowa                               | Distretto di Myszków               | SL        | w    |
| 1.311  | Nielisz                               | Distretto di Zamość                | LU        | w    |
| 1.312  | Niemce                                | Distretto di Lublino               | LU        | w    |
| 1.313  | Niemcza                               | Distretto di Dzierżoniów           | DS        | mw   |
| 1.314  | Niemodlin                             | Distretto di Opole                 | OP        | mw   |
| 1.315  | Niepołomice                           | Distretto di Wieliczka             | MA        | mw   |
| 1.316  | Nieporęt                              | Distretto di Legionowo             | MZ        | w    |
| 1.317  | Nieszawa                              | Distretto di Aleksandrów Kujawski  | KP        | m    |
| 1.318  | Nisko                                 | Distretto di Nisko                 | PK        | mw   |
| 1.319  | Niwiska                               | Distretto di Kolbuszowa            | PK        | w    |
| 1.320  | Nowa Brzeźnica                        | Distretto di Pajęczno              | LD        | w    |
| 1.321  | Nowa Dęba                             | Distretto di Tarnobrzeg            | PK        | mw   |
| 1.322  | Nowa Karczma                          | Distretto di Kościerzyna           | PM        | w    |
| 1.323  | Nowa Ruda                             | Distretto di Kłodzko               | DS        | m    |
| 1.324  | Nowa Ruda (comune rurale)             | Distretto di Kłodzko               | DS        | w    |
| 1.325  | Nowa Sarzyna                          | Distretto di Leżajsk               | PK        | mw   |
| 1.326  | Nowa Słupia                           | Distretto di Kielce                | SK        | w    |
| 1.327  | Nowa Sól                              | Distretto di Nowa Sól              | LB        | m    |
| 1.328  | Nowa Sól (comune rurale)              | Distretto di Nowa Sól              | LB        | w    |
| 1.329  | Nowa Sucha                            | Distretto di Sochaczew             | MZ        | w    |
| 1.330  | Nowa Wieś Lęborska                    | Distretto di Lębork                | PM        | w    |
| 1.331  | Nowa Wieś Wielka                      | Distretto di Bydgoszcz             | KP        | w    |
| 1.332  | Nowe                                  | Distretto di Świecie               | KP        | mw   |
| 1.333  | Nowe Brzesko                          | Distretto di Proszowice            | MA        | w    |
| 1.334  | Nowe Miasteczko                       | Distretto di Nowa Sól              | LB        | mw   |
| 1.335  | Nowe Miasto                           | Distretto di Płońsk                | MZ        | w    |
| 1.336  | Nowe Miasto Lubawskie                 | Distretto di Nowe Miasto Lubawskie | WN        | m    |
| 1.337  | Nowe Miasto Lubawskie (comune rurale) | Distretto di Nowe Miasto Lubawskie | WN        | w    |
| 1.338  | Nowe Miasto nad Pilicą                | Distretto di Grójec                | MZ        | mw   |
| 1.339  | Nowe Miasto nad Wartą                 | Distretto di Środa Wielkopolska    | WP        | w    |
| 1.340  | Nowe Ostrowy                          | Distretto di Kutno                 | LD        | w    |
| 1.341  | Nowe Piekuty                          | Distretto di Wysokie Mazowieckie   | PD        | w    |
| 1.342  | Nowe Skalmierzyce                     | Distretto di Ostrów Wielkopolski   | WP        | mw   |
| 1.343  | Nowe Warpno                           | Distretto di Police                | ZP        | mw   |
| 1.344  | Nowinka                               | Distretto di Augustów              | PD        | w    |
| 1.345  | Nowodwór                              | Distretto di Ryki                  | LU        | w    |
| 1.346  | Nowogard                              | Distretto di Goleniów              | ZP        | mw   |
| 1.347  | Nowogrodziec                          | Distretto di Bolesławiec           | DS        | mw   |
| 1.348  | Nowogród                              | Distretto di Łomża                 | PD        | mw   |
| 1.349  | Nowogród Bobrzański                   | Distretto di Zielona Góra          | LB        | mw   |
| 1.350  | Nowogródek Pomorski                   | Distretto di Myślibórz             | ZP        | w    |
| 1.351  | Nowosolna                             | Distretto di Łódź Est              | LD        | w    |
| 1.352  | Nowy Duninów                          | Distretto di Płock                 | MZ        | w    |
| 1.353  | Nowy Dwór                             | Distretto di Sokółka               | PD        | w    |
| 1.354  | Nowy Dwór Gdański                     | Distretto di Nowy Dwór Gdański     | PM        | mw   |
| 1.355  | Nowy Dwór Mazowiecki                  | Distretto di Nowy Dwór Mazowiecki  | MZ        | m    |
| 1.356  | Nowy Kawęczyn                         | Distretto di Skierniewice          | LD        | w    |
| 1.357  | Nowy Korczyn                          | Distretto di Busko-Zdrój           | SK        | w    |
| 1.358  | Nowy Sącz                             |                                    | MA        | m    |
| 1.359  | Nowy Staw                             | Distretto di Malbork               | PM        | mw   |
| 1.360  | Nowy Targ                             | Distretto di Nowy Targ             | MA        | m    |
| 1.361  | Nowy Targ (comune rurale)             | Distretto di Nowy Targ             | MA        | w    |
| 1.362  | Nowy Tomyśl                           | Distretto di Nowy Tomyśl           | WP        | mw   |
| 1.363  | Nowy Wiśnicz                          | Distretto di Bochnia               | MA        | mw   |
| 1.364  | Nowy Żmigród                          | Distretto di Jasło                 | PK        | w    |
| 1.365  | Nozdrzec                              | Distretto di Brzozów               | PK        | w    |
| 1.366  | Nur                                   | Distretto di Ostrów Mazowiecka     | MZ        | w    |
| 1.367  | Nurzec-Stacja                         | Distretto di Siemiatycze           | PD        | w    |
| 1.368  | Nysa                                  | Distretto di Nysa                  | OP        | mw   |

Sigle dei tipi di comune:

m: miejska (comuni urbani), mw: miejsko-wiejska (comuni urbano-rurali), w: wiejska (comuni rurali).